# Kevin Esteve Rigail
Kevin Esteve (ur. 27 grudnia 1989) – andorski narciarz alpejski, dwukrotny złoty i  brązowy medalista Mistrzostw Andory 2012 w Soldeu i Arcalis.
Esteve startował w zimowych igrzyskach olimpijskich w Vancouver. Jego najlepszą pozycją była 39 lokata w supergigancie.
Dwa razy brał udział w mistrzostwach świata. Jego najlepszym wynikiem na zawodach tej rangi jest 14. miejsce w superkombinacji osiągnięte podczas Mistrzostw Świata 2013 w austriackim Schladming.
Pierwszy start w Pucharze Świata 2010/2011 we włoskim Val Gardena, zaliczył w zjeździe ale go nie ukończył.

## Osiągnięcia

### Igrzyska olimpijskie
| Mistrzostwa    | Konkurencja     | Czas    | Wynik | Zwycięzca          |
| -------------- | --------------- | ------- | ----- | ------------------ |
| Vancouver 2010 | Zjazd           | 1:59.61 | 47.   | Didier Defago      |
| Vancouver 2010 | Supergigant     | 1:35.67 | 39.   | Aksel Lund Svindal |
| Vancouver 2010 | Superkombinacja | -       | DNF1  | Bode Miller        |
| Soczi 2014     | Zjazd           | 2:10.08 | 32.   | Matthias Mayer     |

### Mistrzostwa świata
| Mistrzostwa                 | Konkurencja     | Czas    | Wynik | Zwycięzca           |
| --------------------------- | --------------- | ------- | ----- | ------------------- |
| Garmisch-Partenkirchen 2011 | Supergigant     | -       | DNF   | Christof Innerhofer |
| Garmisch-Partenkirchen 2011 | Zjazd           | 2:04.58 | 34.   | Erik Guay           |
| Garmisch-Partenkirchen 2011 | Superkombinacja | 3:02.53 | 21.   | Aksel Lund Svindal  |
| Garmisch-Partenkirchen 2011 | Gigant          | 2:16.13 | 71.   | Ted Ligety          |
| Schladming 2013             | Supergigant     | 1:30.20 | 45.   | Ted Ligety          |
| Schladming 2013             | Zjazd           | 2:06.90 | 30.   | Ted Ligety          |
| Schladming 2013             | Superkombinacja | 3:03.12 | 14.   | Ted Ligety          |
| Schladming 2013             | Gigant          | -       | DNF2  | Ted Ligety          |